# グッドモーニングジャパン (ラジオ番組)
グッドモーニングジャパン (Good morning japan) はTBSラジオをキー局にJRN系列の一部の局で放送されていた政府関連の番組。

## 概要
1978年4月からスタートした「クローズアップにっぽん」の後継番組として2001年4月8日から放送が始まった。「クローズアップ - 」は芳村真理のパーソナリティで23年間つづいた長寿番組だったが、芳村の実の息子が2001年1月、不祥事を起こしたため芳村は番組を降板、3月に終了した。新番組は「クローズアップ - 」のコンセプトをそのまま残す形の番組としてパーソナリティには女優の東ちづるを起用した。
2007年4月1日放送終了。「クローズアップにっぽん」以来29年続いたTBSラジオ制作の日曜日の政府広報番組は2007年4月7日からニッポン放送に制作移行し、NRN系列の放送局で放送される「栗村智のHappy!ニッポン!」としてリニューアルされる。

## 出演者

### パーソナリティ
- 東ちづる （女優）

### ナレーション
- 宮内鎮雄 （元・TBSアナウンサー）

## ネット局と放送時間
TBSラジオ（関東）☆
- 毎週日曜日 8:30 - 9:00

北海道放送（北海道）
- 毎週日曜日 8:00 - 8:30

東北放送（宮城）※
- 毎週日曜日 7:30 - 8:00

中部日本放送（東海）☆
- 毎週日曜日 7:00 - 7:30

毎日放送（関西）
- 毎週日曜日 7:00 - 7:30

福井放送（福井）
- 毎週日曜日 8:00 - 8:30

山陽放送（岡山）
- 毎週日曜日 8:00 - 8:30

中国放送（広島）※
- 毎週日曜日 8:00 - 8:30

RKB毎日放送（福岡）
- 毎週日曜日 8:30 - 9:00

※印の放送局は、後継番組として「栗村智のHappy!ニッポン!」を放送している。
☆印の放送局は、後続番組として「NISSAN 全国おとな電話相談室」を放送している。